# Петар Дељан
Петар Дељан (Одељан; буг. Петър Делян) је био вођа другог словенског устанка против Византије, који је избио у лето 1040. и био у угушен 1041. године. Устаници су под његовим вођством ослободили Поморавље, целу данашњу Северну Македонију, тему Драч, области око Витоше и Осогова, север данашње Грчке (периферије Епир, Тесалију, Западну Македонију и Средишњу Македонију), заузевши градове Београд, Ниш, Скопље и Драч. Дељан се издавао за Самуиловог унука, на основу чега је у Београду 1040. проглашен за цара, настављача Самуиловог царства.

## Порекло
Петар Дељан се издавао за Самуиловог унука и сина Гаврила Радомира, али је на основу постојеће историјске грађе то немогуће потврдити. Уколико је он то заиста био, вероватно је некако успео да избегне Владиславов нож или заробљеништво и стигне до Угарске у којој је одрастао у изгнанству. Претпоставља се да се прикључио устаницима када су ослободили Београд, који се налазио на граници Византије и Угарске, чиме се објашњава зашто је баш у Београду проглашен за цара.
Међутим, вероватније је да је Дељан само био способни човек из народа који се нашао на челу устанка и који је проглашен за цара у првом већем граду који је ослобођен, а то је био Београд.
Треба имати у виду да је Владислав у свом настојању да дође до престола уклонио не само свог брата и Самуиловог наследника Гаврила Радомира (Дељановог потенцијалног оца) и његову жену (Дељанову потенцијалну мајку), него и Самуиловог зета, српског кнеза Јована Владимира, због чега је тешко поверовати да би испустио из својих руку и Радомировог сина који би полагао већа права на престо од њега.
Међутим с друге стране могуће је да је избегао Владиславов напад с обзиром да је његова мајка изгнана у Угарску док је била трудна, пре него што је Владислав овладао царством. Наиме, Дељанова мајка је била изгнана у Угарску од стране цара Радомира који ју је отерао трудну.

## Ток устанка
У лето 1040. године букнуо је у Поморављу устанак против Византије на чијем челу се нашао Петар Дељан. Устаници су убрзо освојили Београд, Ниш и Скопље, преневши жариште побуне у Повардарје. Убрзо је словенска побуна избила и у теми Драч и на њеном челу се нашао извесни Тихомир. Две групе устаника су се брзо повезале, а вођење је преузео Дељан, након што је Тихомир, по његовој наредби, убијен каменовањем.
У септембру се устаницима придружује Самуилов унук и бивши византијски чиновник Алусијан. Устаници ускоро освајају Драч, а побуна се проширује на северне делове данашње Грчке. Ослобођена територија тада је обухватала Поморавље, целу данашњу Северну Македонију, тему Драч, области око Витоше и Осогова, север данашње Грчке (периферије Епир, Тесалију, Западну Македонију и Средишњу Македонију). Устаници су покушали да заузму Солун, али под његовим бедемима бивају тешко потучени, након чега долази до сукоба Дељана и Алусијана. Петар ускоро бива ослепљен по Алусијановој наредби (или га је чак сам Алусијан на једној гозби напио, након чега му је одсекао нос и ослепео га), који се након тога враћа у Византију створивши опште расуло међу устаницима. Византијска војска после тога почиње да уништава разбијене устанике, заробивши ослепљеног Петра код Острова. Током 1041. устанак је у потпуности угушен.
Петрова даља судбина није позната, али се претпоставља, да је свој живот окончао у византијском заробљеништву.